# Marie Heinekenplein

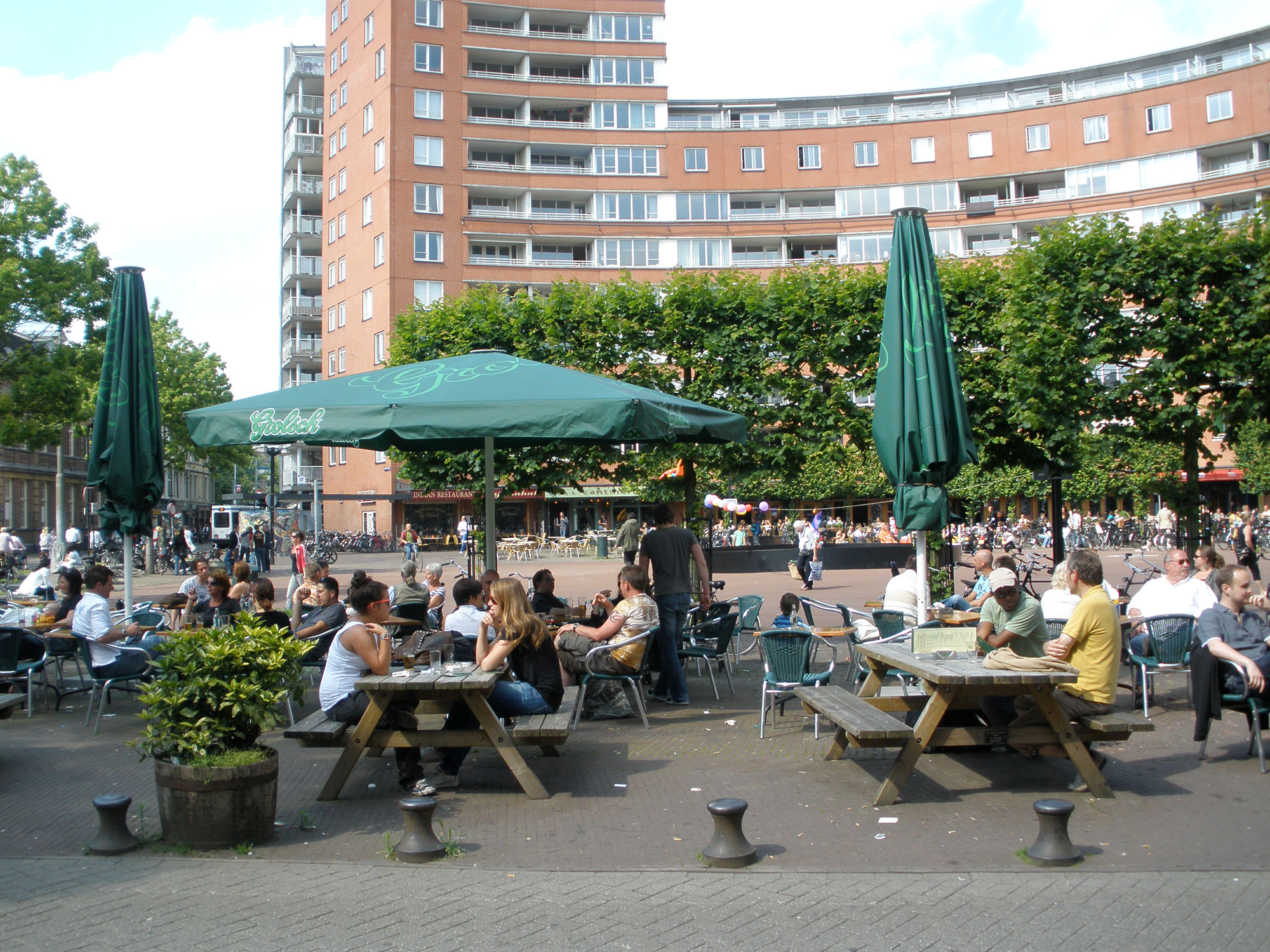
Marie Heinekenplein, juni 2009

Het Marie Heinekenplein in de volksmond kortweg Heinekenplein, is een plein in Amsterdam-Zuid, Het plein werd aangelegd in de jaren 1990 en ligt net buiten het centrum, in de buurt De Pijp, aan de Ferdinand Bolstraat. Aan de zuidkant van het plein loopt de Quellijnstraat. Tramlijn 24 heeft een halte bij het plein.

## Geschiedenis
Hier lag eeuwenlang agrarisch gebied, totdat Amsterdam ter plekke buiten de Singelgracht ging bouwen. De Heinekenbrouwerij bouwde in de jaren zestig van de 19e eeuw aan wat de brouwerij aan de Stadhouderskade werd. Dat complex dat steeds delen van de woonwijk De Pijp afsnoepte had voor de distributie een grote binnenplaats. Deze binnenplaats en de zuidelijke bebouwing daaraan werden in 1988 gesloopt om plaats te maken voor nieuwbouwwoningen en een plein in de wijk. Op 27 april 1993 werd in bijzijn van Freddy Heineken de eerste schacht voor het beton de grond in gedreven.
In 2015/2016 werd het plein opnieuw ingericht. De kale cirkel met asfalt in het midden nodigde Amsterdammers niet uit het plein als een open plein in de stad te zien. Het moest meer allure krijgen (een verlenging van het traject De Rode Loper) en kinderen zouden er meer moeten spelen. Er werd gekozen voor een waterrijke plek, met een soort fontein in het midden. Aan de westelijke kant van het plein kwamen fietsenrekken en er kwam aan de zuidkant meer ruimte voor terrassen. Tot slot hapte de verplaatste en heringerichte tramhalte van tramlijn 24 een klein deel van het plein af. Eerder deden ook tramlijn 16 en tramlijn 25 het plein aan. 
Het Marie Heinekenplein staat vooral bekend als horecagebied. Het cirkelvormige plein is omgeven door bars en cafés met terrassen. Tussen het plein en de Stadhouderskade is een deel van de voormalige Heineken-brouwerij overgebleven. Daar is nu het bezoekerscentrum Heineken Experience gevestigd. Aan de noordkant van het plein staat een flatgebouw met op de begane grond een winkelpassage en verscheidene horecagelegenheden.
Op het plein vinden verschillende evenementen plaats. Zo wordt er bijvoorbeeld regelmatig een boekenmarkt gehouden. Ook worden er op het plein in de open lucht films vertoond. Op Koningsdag is er een feest met een apenkooi-thema op het plein.

## Naamgeving
De naam van het plein zorgde voor veel discussie. Het plein is uiteindelijk in 1994 vernoemd naar Marie Heineken, een schilderes en nicht van Gerard Adriaan Heineken, oprichter van de brouwerij Heineken. De naam was een compromis omdat de naam "Heinekenplein" niet kon, vanwege de regels dat straten in Amsterdam niet naar bedrijven of naar nog levende personen vernoemd mogen worden. Bovendien ligt het plein in het deel van de Pijp waar de straten zijn vernoemd naar Nederlandse schilders. Oorspronkelijk zou het plein naar de Zuid-Afrikaanse politicus Nelson Mandela vernoemd worden, maar dit plan werd ingetrokken nadat zijn toenmalige echtgenote Winnie Mandela in 1991 schuldig bevonden werd aan medeplichtigheid aan de ontvoering en moord van een 14-jarige jongen. Stadsdeel Oud-Zuid bepaalde uiteindelijk op 18 oktober 1994 de definitieve naam.

## Kunst
Een bijgebouwtje op het plein werd in 2006 bekleed met steentjes en scherven door kunstenaar Fabrice Hünd; titel Het kompas. De fontein heeft bedriegertjes, waterspuwers die onverwacht en onregelmatig water spuiten, hetgeen als speels werd gezien. De waterplek leidde tot hevige discussies. De bierfabrikant werd verweten dat ze te veel invloed hadden op het ontwerp. Het leek erop dat ze probeerde het te verkopen in een pakket waarin ook een uitgang van de Heineken Experience naar het plein zou leiden. Omwonenden zagen daar gezien de drukte en de licht beschonken toestand van die personen niets in. De brouwerij gaf daarop de reactie niets van die invloed te weten. Ze hadden wel financieel bijgedragen aan de herinrichting maar geen eisen vooraf gesteld. Dat de vorm van de "fontein" een ster (merkteken van Heineken) is, zou niet van hun, maar van de winkeliersvereniging en het stadsdeel komen. De ster is overigens alleen vanaf boven te zien; voorbijgangers zien geen ster. Het gebruikte materiaal werd daarbij Chinees graniet.

## Marie Heinekenpleinpassage
Er is een winkelpassage tussen het Marie Heinekenplein en de Eerste van der Helststraat. Een deel van de passage, aan de pleinkant, bestaat uit kleinere winkels, aan de zijde van de Eerste van der Helststraat is een vestiging van de supermarktketen Dirk van den Broek. Op 5 oktober 2003 overleed de straatbewoonster Anja Joos, door openlijke geweldpleging op het nabijgelegen Gerard Douplein, na een achtervolging door medewerkers van dit filiaal.